# Coccomyces cunninghamii
Coccomyces cunninghamii är en svampart som beskrevs av P.R. Johnst. 2000. Coccomyces cunninghamii ingår i släktet Coccomyces och familjen Rhytismataceae.   Inga underarter finns listade i Catalogue of Life.